# El desafío del búfalo blanco
El desafío del búfalo blanco es una película estadounidense de 1977 dirigida por J. Lee Thompson y protagonizada por Charles Bronson, Will Sampson, Kim Novak, Jack Warden y Slim Pickens.

## Sinopsis
Wild Bill Hickok (Charles Bronson) está obsesionado con sus sueños de un búfalo blanco gigante. Tanto, que recorre el territorio de Dakota para encontrar a la bestia. En el camino, Hickok se encuentra con un indio llamado Gusano (en realidad, Caballo Loco) (Will Sampson), que también va en la búsqueda de un búfalo blanco gigante, que ha matado a su hija.  A Hickok y Gusano se les suma Charlie Zane (Jack Warden), que busca al gran búfalo blanco para matarlo por su valiosa piel.

## Reparto
- Charles Bronson ... Wild Bill Hickok
- Will Sampson ... Caballo Loco
- Kim Novak ... Poker Jenny
- Jack Warden... Charlie Zane
- Slim Pickens ... Abel Pinckney
- Clint Walker ...  Kileen Jack
- Stuart Whitman ... Winifred Coxy
- John Carradine ... Amos Briggs